# クロハツ
クロハツ（黒初、学名: Russula nigricans）はベニタケ科ベニタケ属に属する中型から大型のキノコ（菌類）の一種。毒キノコの一つ。和名の由来は、傘の色が黒いハツタケの仲間の意味で、「ハツタケ」は他のキノコよりも早く発生することから名付けられている。地方名では、クロヂワレ（長野県）、シチベイ（秋田県）ともよばれる。

## 形態
子実体は傘と柄からなるハラタケ型。傘は径5 - 20センチメートル (cm) 。はじめ中央が窪んだ半球形から丸山形で、のちに平らに開き、老成すれば漏斗状に窪んでヒダがよく見えることが多い。傘表面は滑らかで、幼時は汚白色から灰褐色であるが、生育に従って灰褐色から黒褐色を帯び、最後にはほぼ黒色を呈する。表皮はツヤがなく、剥がしにくい。
傘裏のヒダは、柄に対して湾生し、厚みがあって疎らに配列し、最初は白色あるいはクリーム白色だが、古くなるとほとんど黒色となる。ヒダが傷ついた部分は次第に赤変し、後にゆっくりと黒変する。肉は堅くてもろく、白色であるが、ヒダと同様に空気に触れると初め赤色、のちに黒色の変色性を示し、味やにおいはほとんどない。
柄は中実、ほぼ上下同大か根元が太く、長さ3 - 8 cm、太さ10 - 30ミリメートル (mm) と太くて短い。柄の表面は汚白色から傘上面と同色で、柄も傷つけるとはじめ赤色、のちに黒色に変色する。
担子胞子は7 - 9 × 6 - 7.5マイクロメートル (μm) の類球形で無色、多数の微細なイボと不完全な網目状隆起に覆われ、アミロイド性。胞子紋は白色。シスチジアは、ひだの縁にも側面にも認められるがむしろ数少なく、通常はこん棒状でその基部はひだの組織の中に深く延びて根状をなし、しばしば先端が鉛筆の芯状に細まり、無色〜淡黄色を呈するが、ヨウ素溶液中で黄褐色〜橙褐色、硫酸バニリン液中では黒褐色となる。かさの表皮はゼラチン化せず、不規則にもつれ合った菌糸（黒褐色の内容物を含む）で構成されており、菌糸の末端細胞は円筒形または先端に丸みを帯びた円錐形である。菌糸にはかすがい連結を持たない。

## 分布・生態
日本各地を含む、北半球地域に広く分布する。
外生菌根菌。夏から秋にかけて、クヌギ・コナラ・シイ・ブナなどのブナ科広葉樹林や、トウヒ・マツ・モミなどのマツ科針葉樹林などの林内の樹下に群生から散生し、これらの樹木の細根との間で外生菌根を形成する。
老熟した子実体上には、しばしばヤグラタケに寄生されているのがみられるが、両者の生態学的関係についてはまだ不明な点が多い。

## 類似種

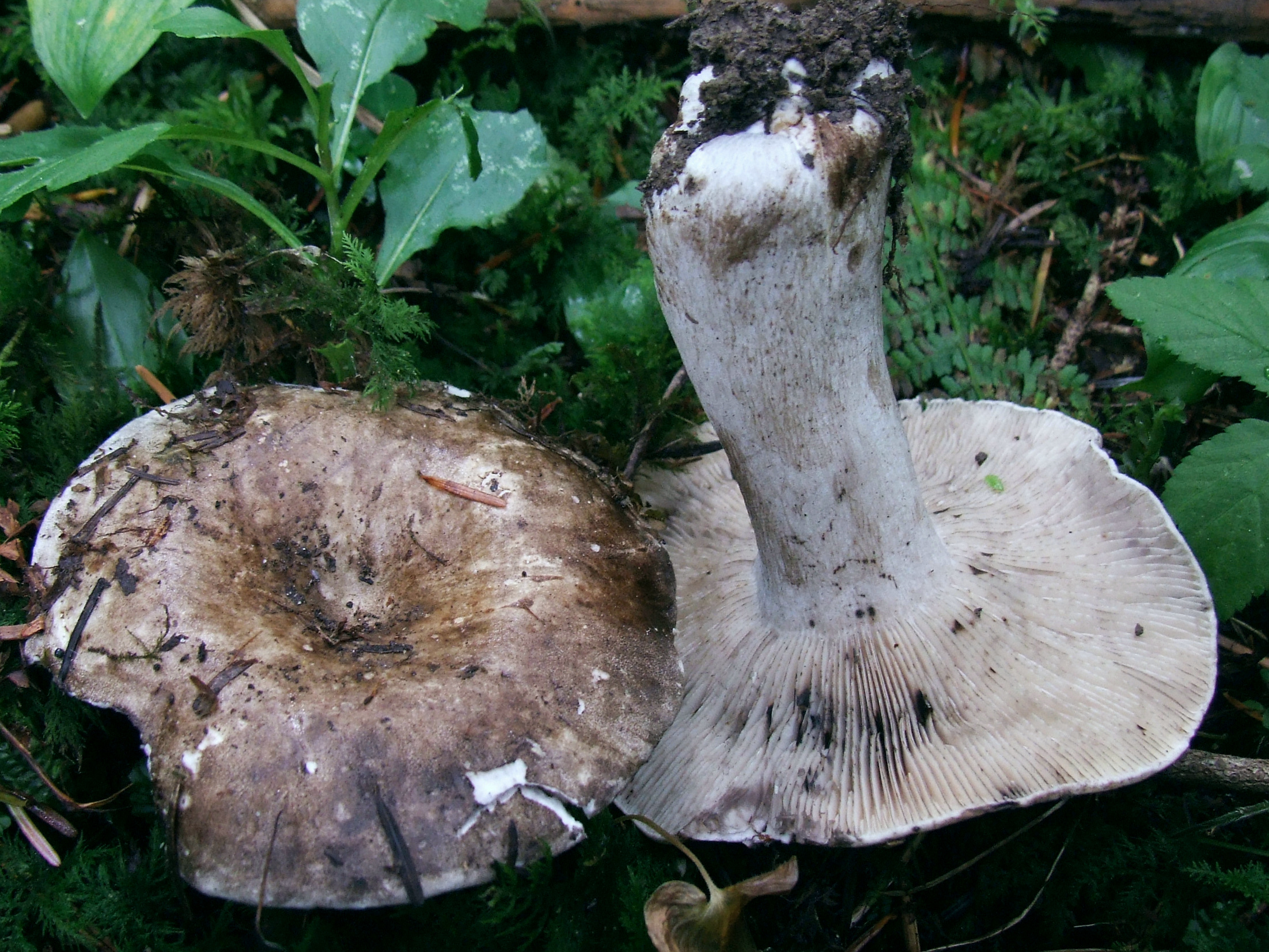
参考：クロハツモドキ（ヒダが密）

日本に産する類似種としては、ニセクロハツ・クロハツモドキ・コゲイロハツタケおよびシロクロハツが知られているが、このうちシロクロハツについては、日本産の標本に基づく詳細な報告はまだなされていない。これらは、いずれもベニタケ属クロハツ節に属するきのこであるが、日本には、この4種以外にもクロハツ節に属する未知種がいくつか分布している可能性が指摘されている。特に、クロハツ・ニセクロハツ・クロハツモドキの3種は、ヒダの疎密や傷ついたときの色の変化などで見分けるというが、互いにとてもよく似ているため同定が困難であるとの指摘もなされている。
ニセクロハツ（Russula subnigricans）は猛毒菌で知られ、ヒダや肉を傷つけると赤変するがその後黒くはならない。傷口の色の変化は遅い。毒キノコのクロハツモドキ（Russula densifolia）は、傘裏のヒダが密で、古くなると全体が真っ黒に変色する。特に致死性の猛毒を有するニセクロハツに酷似するため、同定には細心の注意を払う必要がある。
Russula dissimulans は北米に産する種類で、クロハツと比較するとひだがより密生し、胞子が小形であり、胞子表面の紋様も不明瞭かつ繊細な点で区別されている。この菌を、クロハツの一亜種とみなす意見もある。また、ヨーロッパ産のRussula acirifolia Romagnesiは、やはりひだがより密であること・ひだには強い辛味があることで別種として扱われている。

## 食・毒性と成分
クロハツは日本で古くから食用菌として親しまれ生食すると中毒するとされてきたが、近年の図鑑には有毒と分類しているものもあり、ニセクロハツとの判別が困難なことからも食用は推奨されない。古い文献においては、肉質はぼそぼそしているがよいダシが出て美味などと書かれていることもある。日本国以外では毒キノコとして扱われている。毒成分は不明とされ、中毒症状としては、生食で腹痛、下痢などの胃腸系の症状が現れるといわれている。ひどい場合には、体中が痛み、麻痺、最悪の場合は死亡することもある。
クロハツは、子実体を傷つけると傷口がまず赤く変色し、その後で徐々に黒変するのに対し、ニセクロハツでは赤く変色したままで留まり、黒色にはならない点で区別されるが、この変色性の強さや速さは、子実体の生長段階の違いや発生環境の条件などによって影響されるため、変色性のみによって両者をはっきり区別することは、しばしば難しい。
クロハツの子実体の変色性は、チロシンの酸化に起因するとされている。なおクロハツの子実体からは、エラグ酸の誘導体の一種であるニグリカニン（Nigricanin）が単離されている。